# Zepaera
Zepaera is een geslacht van uitgestorven kreeftachtigen uit de klasse van de Ostracoda (mosselkreeftjes).

## Soorten
- Zepaera brevidorsa Zhou (Ben-He), 1985 †
- Zepaera rete Fleming, 1973 †
- Zepaera sinensis Zhou (Ben-He), 1985 †